# リアン・キャロル
リアン・キャロル（英語: Liane Carroll、1964年2月9日 - ）は、ロンドン生まれ、ヘイスティングス育ちのイングランド人ジャズ・ピアニストであり作曲家、歌手。3歳からピアノを弾き始め、ファミリーミュージカル出身であり15歳からプロとして活動していた。
キャロルはポール・マッカートニー、ジェリー・ラファティ、レディスミス・ブラック・マンバーゾなど著名なアーティストと共演し、キャロルはリードボーカル兼、ワーリッツァー奏者としてドラムンベース・バンド「ロンドン・エレクトリシティ」にも参加している。1990年には夫であるベーシストのロジャー・キャリー、ドラムスのマーク・フレッチャーと共にトリオを結成し活動している。
ロンドンにあるジャズ・クラブ、ロニー・スコッツ・ジャズ・クラブやチェルシーにある606クラブなどで定期公演を行っている。2005年には「BBC Jazz Awards」においてベスト・ボーカリスト、ベスト・オブ・ジャズ部門で最優秀賞を受賞している。
2006年には「マーストン・ペディグリー・ジャズアワード」において最優秀ボーカリストを受賞。2007年9月にリリースされたアルバム『Slow Down』は絶賛され、「サンデー・タイムズ」が行った読者投票において、その年のベスト・アルバム・トップ5に入っている。2008年3月13日には当時の文化、メディアおよびスポーツ大臣であったアンディ・バーナムによってメディアに紹介されており、その年のジャズ・ミュージシャン議会賞を受賞している。

## ディスコグラフィ

### リーダー・アルバム
- Clearly (1995年、Bridge)
- Dolly Bird (1997年、Ronnie Scott's Jazz House)
- Son of Dolly Bird (2002年、Ronnie Scott's Jazz House)
- Billy No Mates  (2003年、Splash Point Records)[6]
- Standard Issue (2004年、Splash Point Records)
- Slow Down (2007年、Splash Point Records)
- Liane Live DVD (2008年、Splash Point Records)
- One Good Reason (2008年、Q Note Records/Universal Music)
- Break Even (2008年、The Agency) ※with ジョン・エサリッジ
- Live at the Lampie (2009年、Splash Point Records) ※with ブライアン・ケロック
- Ten Day Simon (2009年、Cadillac)
- Up and Down (2011年、Quietmoney Recordings/Proper Records)
- Ballads (2013年、Quietmoney Recordings/Proper Records)
- 『シーサイド』 - Seaside (2015年、Linn)
- The Right to Love (2017年、Quietmoney Recordings/Proper Records)